# Orgilus discretus
Orgilus discretus är en stekelart som beskrevs av Taeger 1989. Orgilus discretus ingår i släktet Orgilus och familjen bracksteklar. Inga underarter finns listade i Catalogue of Life.